# Sasha Grey
Sasha Grey (născută Marina Ann Hantzis pe 14 martie 1988 în Sacramento, California) este o fostă actriță porno de origine americană, cunoscută și pentru activitatea sa în cinematografie, modelling și muzică. Este membră a formației de muzică industrial aTelecine.
La 18 ani Sasha se mută din Sacramento în Los Angeles și începe să joace în filme porno. A fost nominalizată în cadrul premiilor AVN Awards în 2007, 2008 și 2010, primind premiul XRCO de „cea mai bună starletă” în 2007. Pe lângă industria pornografică, Sasha a lucrat și ca manechin. În 2009 a fost lansat filmul Confesiunea unei prostituate (engleză The Girlfriend Experience), în care Grey joacă rolul principal. În 2013 actrița publică prima ei carte, The Juliette Society.
În 2009 Sasha declară pentru jurnalul Rolling Stone că este logodită cu regizorul Ian Cinnamon. Pe 8 aprilie 2011 anunță, pe pagina sa de Facebook, că își încheie cariera de actriță porno.

## Biografie
Marina Ann Hantzis s-a născut pe 14 martie 1988 în orașul Sacramento, statul California, în familia unui mecanic de origine greco-americană. Părinții au divorțat atunci când avea 5 ani, iar ea a rămas în custodia mamei, care, în anul 2000, s-a recăsătorit. Cu această ocazie, familia Marinei s-a mutat în sudul țării. Marina nu își agrea tatăl vitreg, astfel încât la vârsta de 16 ani își anunță mama că intenționează să plece de acasă. Acest lucru însă nu a mai avut loc, deoarece mama a luat-o împreună cu ceilalți copii și s-au întors la Sacramento. Marina a frecventat 4 școli diferite și a absolvit liceul în mai 2005.
În toamna aceluiași an intră la facultate, unde studiază timp de 2 ani cinematografie, dansuri și artă teatrală. Până în martie 2006 lucrează la o rotiserie, de unde strânge 7000 $ pentru o călătorie la Los Angeles.

## Activitate

### Cariera în industria porno

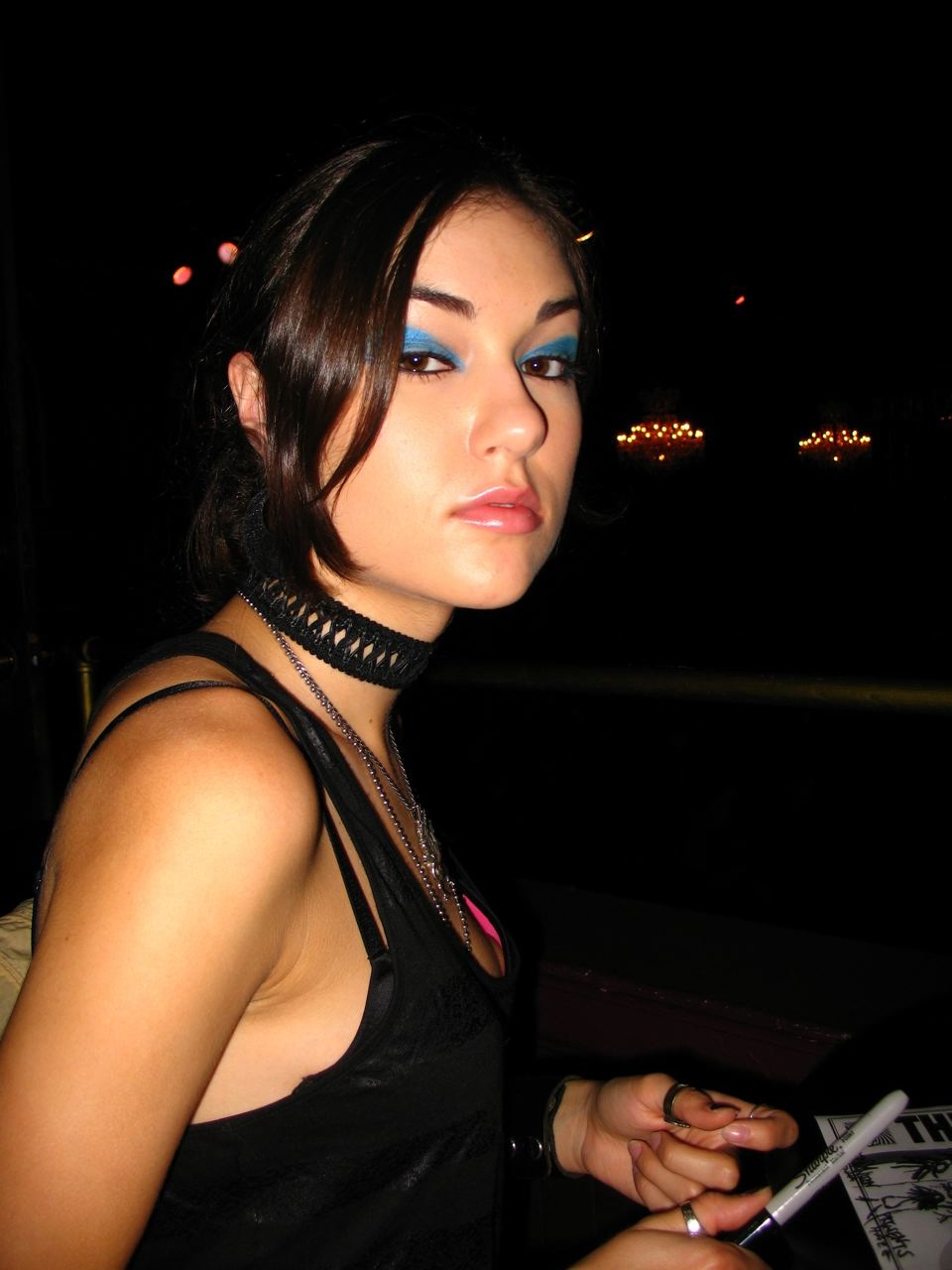
Sasha Grey în 2007

În aprilie 2006 Marina sosește la Los Angeles, hotărâtă să devină actriță porno. Mai târziu își va explica interesul față de acest domeniu prin atracția timpurie față de sexualitate și pornografie (a văzut filme porno pentru prima oară la vârsta de 11 ani), cât și prin dezamăgirea față de diversitatea pe care o propunea industria porno la acel moment: „cele mai multe XXX-uri mi se par plictisitoare, nu mă excită nici fizic, nici vizual. Sunt dispusă să devin cea care va satisface fanteziile tuturor”; „tot ce vezi acolo [în filmele porno] e repetitiv și previzibil; de-aia mulți spun că oricine poate face porno”. Sasha a declarat că părinții ei s-au opus inițial, dar cu timpul au acceptat noua ei ocupație.
În primul rând, actrița a făcut cunoștință pe internet cu impresarul Mark Spiegler, care a acceptat să o reprezinte. Și-a ales pseudonimul Anna Karina (în cinstea unei cunoscute actrițe franceze, fosta soție a regizorului Jean-Luc Godard), dar Mark a sfătuit-o să se gândească la altul. Pentru noul nume scenic, Sasha Grey, actrița s-a inspirat din prenumele solistului formației KMFDM Sascha Konietzko și din Scara lui Kinsey, care identifică orientarea sexuală a unei persoane în nuanțe de gri (din engleză Grey = gri).
Prima invitație la filmările unui film porno Sasha a primit-o atunci când una din actrițele lui Spiegler s-a îmbolnăvit și nu a mai putut apărea pe platoul de filmare a Fashionistas Safado: The Challenge. Prima scenă a jucat-o alături de Rocco Siffredi, în cadrul unei orgii cu 14 persoane. În timpul unei partide de sex oral, Sasha și-a surprins partenerul și întreaga echipă de filmări prin rugămintea de a fi lovită în burtă cu piciorul. Mai târziu Sasha declară pe marginea acestui caz: „Am făcut-o pentru că atunci când faci sex te sufoci, iar acesta e un sentiment euforic pentru mine.” În unul din interviurile acordate, ea mărturisește că îi place să fie ușor sugrumată, lovită, pălmuită, trasă de păr. În același timp, declară că atinge orgasmul în 3/4 din scenele în care participă („Multe actrițe imită orgasmul, dar nu și Sasha, din câte am observat”, spune actorul porno Randy Spears). După șase săptămâni de lucru în domeniu, Sasha declară că a început să adore rolul de exhibiționistă: „îmi place ideea de a mă expune în fața camerei, de a ști că cineva mă urmărește cum fac sex”.
În primele patru luni de activitate, Sasha a jucat deja în 70 de filme pentru adulți. Pentru a se pregăti de filmări, conform relatărilor jurnalistului de la „Los Angeles magazine”, Sasha își pregătea seara clisme, apă distilată, lubrifiant, vibrator, dezinfectante, soluție pentru clătit gura, perie și pastă de dinți, gel și burete de duș, gel dezinfectant pentru mâini, pieptene, loțiune și gumă de mestecat. Machiajul și-l făcea singură, vopsindu-și pleoapele „smokey” în formă de ochi de felină și păstrându-și sprâncenele relativ groase.
Mulți oameni mă consideră o victimă. Nu am fost abuzată sexual. Nu folosesc droguri. Tot ce fac e cu consimțământul meu. [...] Sunt gata să urmez orice oportunități și să înfrunt orice provocări ca femeie, star porno și actriță.
La șase luni după debutul în cinematografia pentru adulți, Sasha era una dintre cele mai bune actrițe reprezentate de Spiegler, alături de Katja Kassin și Katsuni. În primul an de activitate ea a primit premiul AVN Adult Movie Awards pentru „cea mai bună scenă cu penetrare triplă” și „cea mai bună scenă de sex în grup - video”. În același an este nominalizată în categoria „cea mai bună starletă”, dar pierde în favoarea lui Naomi Russell. În iulie 2007 revista „Penthouse” i-a acordat actriței titlul de Pet of the Month (Pisicuța lunii), cu care ocazie aceasta a pozat pentru fotograful Terry Richardson. În 2007 Sasha a primit premiul AVN „Interpreta anului”, fiind cea mai tânără actriță din istoria premierilor AVN care primește acest titlu. În același an este premiată pentru „cea mai bună scenă de sex oral”. În 2009 câștigă nominalizările „cea mai bună scenă de sex anal”, „cea mai bună scenă de sex oral” și „The Jenna Jameson Crossover Star of the Year”.
În februarie 2007 Sasha ia parte la o emisiune condusă de Tyra Banks, în care se dezbătea problema abuzului minorilor în industria pornografică. Actrița s-a arătat profund nemulțumită de versiunea finală și difuzată a show-ului, în care ea, în urma montajului, se regăsește în pielea unei victime, fiind asaltată cu întrebări consolatoare de genul „Cum ai comunicat familiei acest lucru?”, „Care sunt speranțele tale pentru viitor?” etc.
În ediția din decembrie 2008 a revistei Rolling Stone Sasha Grey a fost introdusă în lista „Hot Issues” (engleză subiecte fierbinți) ca „Hot Pornstar” (engleză star porno fierbinte). În martie 2008 Grey anunță fondarea agenției LA Factory Girls, care îi va reprezenta interesele și va promova noi talente.
Sasha Grey are în palmares în jur de 270 de filme, printre care scene cu lesbiene, utilizarea strapoanelor, BDSM, sex în grup, masturbare, squirting și urofilie. Sasha vede softcore-ul ca fiind destinat exclusiv „femeilor menajere care stau pe diazepam”. „Ea își enumeră tabuurile foarte repede: simularea violului, ejacularea în vagin, lovirea sânilor, degetele actorilor masculini, excrementele, animalele, copiii — ceea ce înseamnă că restul e relativ acceptabil”, scrie Rolling Stone. Antony Scott, critic de film la New York Times, găsește cariera ei în pornografie ca fiind „deosebită prin extremitățile pe care ea le atinge și prin nivelul neașteptat de seriozitate intelectuală cu care le atinge”.
Sasha a declarat că, în afară de logodnicul său, a întreținut relații sexuale cu 66 de bărbați, dintre care 6 nu erau colegi de platou.
Pe 8 aprilie 2011 Sasha anunță, pe pagina sa de Facebook, că își încheie cariera de actriță porno:
„A devenit evident că timpul meu ca interpretă în filme pentru adulți s-a scurs. Nu vă îngrijorați, nu am găsit Dumnezeul. Un lucru e cert: îmi face plăcere să spun că nu am regrete, simt că am făcut cu adevărat tot ce mi-am pus în plan ca interpretă. Am avut ocazia să lucrez cu cele mai profesionale persoane și companii ale industriei și voi prețui mereu relațiile de prietenie pe care le-am stabilit. Pur și simplu e momentul perfect să-mi caut de treabă... acum cât sunt „deasupra” (jocul de cuvinte e intenționat, desigur). Viața ne duce uneori în direcții pe care nici nu ni le-am putut imagina.”—Sasha Grey
Către 2018, deși părăsise industria porno cu mult timp înainte, Grey era pe locul 19 în clasamentul vedetelor pe site-ul pornografic Pornhub.

### Cariera în modelling

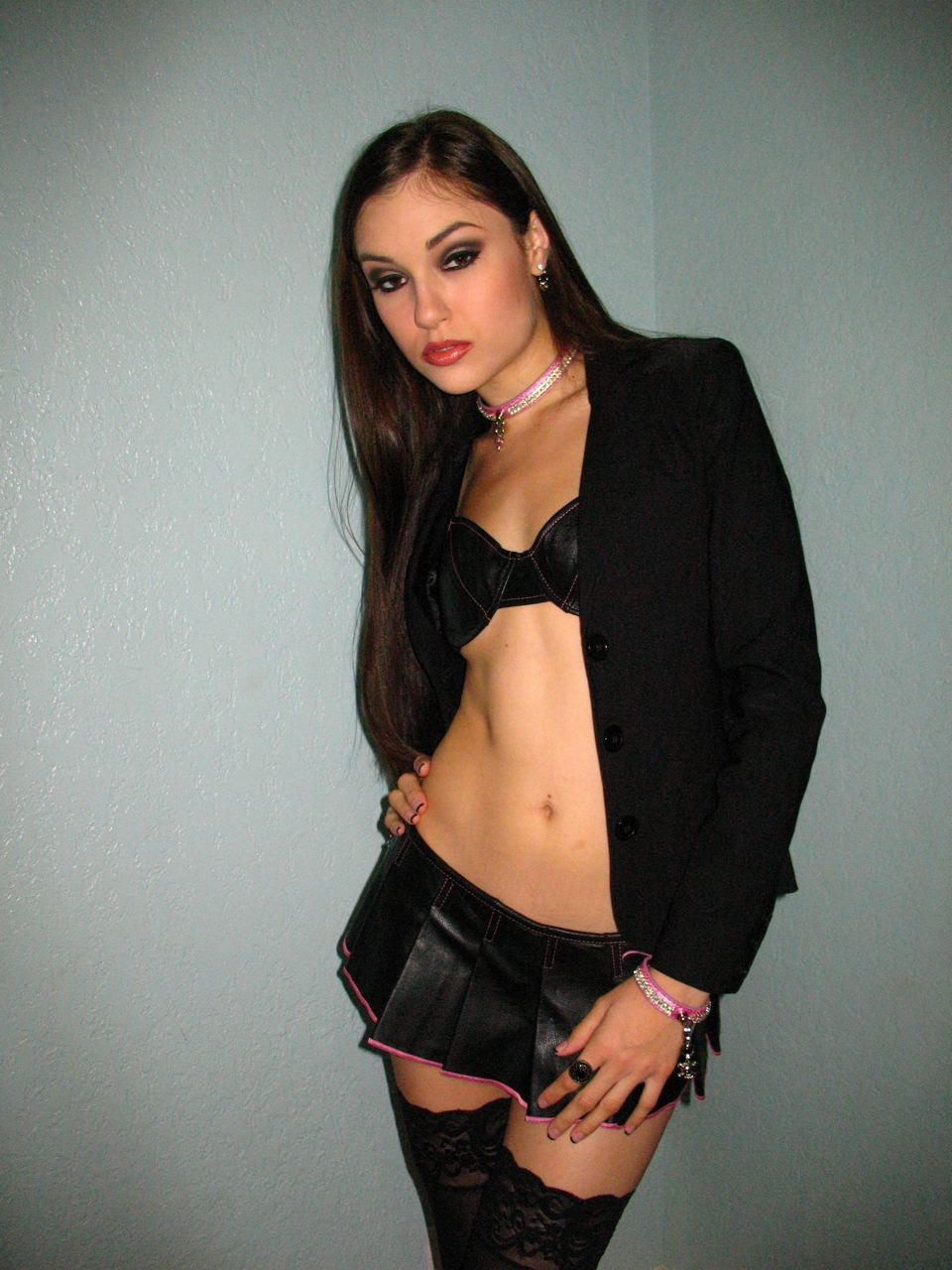
Grey în calitate de model

Sasha Grey a făcut primul pas în cariera de model pozând pentru coperta albumului Zeitgeist (2007) a formației The Smashing Pumpkins, după care a apărut în videoclipul acestora pentru Superchrist. Sasha a mai jucat și în clipul Birthday Girl a formației The Roots.
Mai târziu actrița a fost invitată de către designerul de modă francez Max Azria să promoveze brandul italian de încălțăminte Forfex și producătorul de îmbrăcăminte American Apparel. A pozat și pentru Richard Kern apărând în secțiunea anti-modă a revistei Vice și a participat la emisiunea „Shot By Kern” la canalul VBS. În ianuarie 2010 Grey pozează nud în cadrul unei campanii de publicitate organizată de PETA care promovează castrarea animalelor în scopul controlului natalității. Cu această ocazie, actrița declară: „Consider castrarea foarte importantă... Prea multe animale înseamnă animale fără adăpost, or noi deja avem foarte multe animale vagabonde”.
Grey apare în două ediții ale revistei Playboy: în decembrie 2009 și pe copertă în octombrie 2010.

### Cariera în cinematografie
Sasha Grey a jucat un rol episodic în serialul de parodie James Gunn’s PG Porn, creat de frații Gunn și lansat în octombrie 2008. În 2009 apare în comedia horror Smash Cut realizată de Zed Filmworks, prezentat pe 18 iulie 2009 la Montréal în cadrul Fantasia Festival. În martie 2010 a fost invitată de către regizorul Richard O'Sullivan să joace în filmul horror Hallows, lansat în 2011.
Actrița s-a jucat pe ea însăși în sezonul al 7-lea al serialului Anturaj, difuzat de HBO. Conform scenariului, Grey devine noua iubită a personajului Vincent Chase.
În prima jumătate a anului 2010, regizorul Mark Pellington a început lucrul la un nou film, numit I Melt With You. În acest proiect cu buget scăzut, unul din rolurile principale le-a jucat Grey. Ea i-a avut ca și colegi de platou pe Carla Gugino, Thomas Jane și Rob Lowe. Filmul, înregistrat cu o cameră de fotografiat Canon EOS 5D Mark II, a fost prezentat la festivalul Sundance în ianuarie 2011.
Pe 28 aprilie 2011 a avut loc în Indonezia premiera filmului Pocong Mandi Goyang Pinggul (în engleză Shrouded Corpse Bathing While Hip-Shaking). Sasha a jucat unul din rolurile principale și, cu toate că filmul este în indoneziană, ea vorbește în engleză.
Filmul este produs de K2K Production, care anterior mai invitaseră actrițe porno în filmele lor, ca americanca Tera Patrick sau japoneza Maria Ozawa.
Sasha Grey este unul din producătorii filmului Modus Operandi, acesta fiind prima realizare a regizorului Frankie Latina. În al doilea său film, Skinny Dip, Frankie a invitat actrița să joace în rolul principal, alături de actori ca Danny Treho și Pam Grier. Skinny Dip face parte din categoria filmelor de exploatare și prezintă povestea răzbunării unei fete care a fost violată de mai mulți băieți. Scenariul amintește de filmul I Spit on Your Grave, turnat la sfârșitul anilor '70.
Sasha a jucat în filmul francez cu buget scăzut Life, prezentat pe 10 august 2011. De asemenea, a sonorizat vocea personajului Viola DeWynter în jocul video Saints Row: The Third, apărut pe 15 noiembrie 2011.
În 2013, alături de Elijah Wood, a jucat un rol principal în thrillerul spaniol în limba engleză Open Windows, regizat de Nacho Vigalondo. Filmul prezintă obsesia unui tânăr față de o renumită actriță și toate acțiunile au loc pe ecranul calculatorului. Lansarea a avut loc pe 10 martie 2013, în cadrul festivalului de film SXSW, în Austin, Texas, iar din ianuarie 2015 filmul este disponibil pe DVD. Reacția criticilor este moderată.

#### Confesiunea unei prostituate
Sasha Grey a jucat rolul principal în filmul regizorului Steven Soderbergh, Confesiunea unei prostituate. Personajul ei este o fată pe nume Chelsea, care prestează oamenilor înstăriți servicii de acompaniere. Lui Soderbergh i-a venit ideea de a o invita pe Sasha după ce a citit un articol despre ea în revista Los Angeles, declarând „Cred că e o actriță inedită. Nu o putem încadra în ideea noastră a ce înseamnă o actriță din industria «adultă». N-am auzit pe nimeni vorbind despre acest business așa cum vorbește ea.”. Jurnalistul Scott Macaulay presupune că lui Sasha i-a fost atribuit acest rol datorită interesului manifestat față de regizorii independenți, ca Jean-Luc Godard, Harmony Korine, David Gordon Green, Michelangelo Antonioni, Agnès Varda și William Klein. Criticul de film Roger Ebert nu exclude că Soderbergh ar fi ales-o anume pe Sasha datorită atitudinii ei de mercenar față de sex.
În timpul pregătirilor de film, Soderbergh i-a recomandat actriței să studieze filmele A-și trăi viața (1962) și Pierrot nebunul (1965). În primul sunt aduse în lumină unele aspecte legate de prostituție, iar în al doilea se observă unele similarități cu relațiile dintre Chelsea și clienții săi. Grey a mărturisit că îi seamănă într-o oarecare măsură lui Chelsea la caracter.
Criticii au publicat reacții diferite la rolul lui Sasha în acest film. Owen Gleiberman de la Entertainment Weekly o descrie astfel: „în realitate un star porno, care reprezintă o actriță mai puțin naturală și mai mult apatică, precum o păpușă Barbie lipsită de afecțiune (imaginați-vă o Ashley Dupré cu nuanțe de Demi Moore)”.
Criticul revistei The New Yorker, David Denby, găsește filmul inert, întrucât „Sasha Grey era atât de focalizată pe egocentrism, încât a uitat să mai și joace”. Moira Macdonald, de la The Seattle Times, se întreabă „cum poate fi deosebit jocul modest al unui actor neexperimentat de interpretarea realistă a unui personaj placid de către un actor recunoscut”. „Simpla apariție a acestei întrebări pune sub semnul întrebării calitatea interpretării rolului”, conchide criticul. În același articol, Moira merge mai departe, exprimându-și nedumerirea față de cum a ajuns Soderbergh, creatorul renumitului Ocean's Eleven - Faceți jocurile!, să accepte un scenariu atât de plictisitor.
Roger Ebert, dimpotrivă, consideră că „Grey transmite cu succes atât speranța, cât și dezamăgirea, rămânând în limitele raționalului”; el evidențiază momentul în care Chelsea lasă masca să cadă, descoperind spectatorului adevăratele sale sentimente.
Jim Hoberman, critic de film la The Village Voice, a remarcat că „deși nu e prima actriță porno care joacă în filme obișnuite, pare a fi prima care își alegorizează propria condiție, afișând cu patos încrederea în sine”. Hoberman se întreabă: „privim un monstru autentic și de neatins jucând rolul unei drăguțe și frivole tinere, sau invers? Imaginați-vă un actor care interpretează simultan rolurile lui Marlon Brando și Maria Schneider în Last Tango in Paris.”.
Deosebirea între mine și Chelsea este că eu nu văd limita dintre viața mea personală și cea «profesională». Mulți susțin: «Viața mea e arta mea» — așa zic și eu. Când ajung seara acasă, nu-mi arunc aiurea tocurile pentru ca apoi să sting lumina și să intru în altă lume. Pentru mine totul este una, iar în ceea ce fac nu văd o carieră, îmi văd toată viața...
Reacția lui Peyton Kellogg, editor al sitului collider.com, a fost destul de pozitivă: „Surprinzător probabil, dar Grey este mai mult decât făcută pentru rolul lui Chelsea, în ciuda faptului că rolul nu necesită calități actoricești deosebite. Naturală și sigură pe sine, Grey nici nu pare să provină dintr-un gen de filme poluat cu unele din cele mai proaste interpretări înregistrare pe peliculă. Dimpotrivă, joacă destul de bine și poate avea un viitor strălucit în cinematografia obișnuită.”.
În cadrul campaniei de promovare a filmului, Grey a vizitat, în aprilie 2009, universitatea Brandeis, unde a oferit interviu unui blogger angajat de ziarul Los Angeles Times și a răspuns la întrebările a 300 de studenți.

### Cariera în muzică
În 2008, Sasha Grey a lansat, în colaborare cu Pablo St. Francis, formația muzicală de industrial aTelecine. Grey descrie stilul abordat ca „death-dub psihedelic experimental” (în engleză experimental psychedelic death dub). Primul EP se numește aVigillant Carpark și a fost lansat de casa de discuri Pendu Sound din New York pe discuri vinil de 7 inci.. După ce a dezvăluit, în cadrul unui interviu din 2009, intenția de a realiza un LP, Sasha împreună cu colegii săi au lansat patru LP-uri: două în 2010 și două în 2011. Primul album, numit The Falcon and the Pod, a fost lansat pe 9 august 2011. În planurile de viitor intră lansarea a încă două albume, care vor alcătui, împreună cu primul, trilogia Omnibus. Formația a participat la ediția a 10-a a festivalului Unsound în Cracovia, Polonia, între 14 și 21 octombrie 2012.
Actrița obișnuiește să activeze ca DJ la petreceri în SUA și în Canada. În anul 2014, a adoptat un stil de muzică mai popular: EDM. În octombrie, împreună cu DJ Jayceeoh, lansează single-ul Heat of the Night, pe care l-a și produs. Încheie anul cu turul „Here I Am”, în Asia de Sud-Est și Australia. Primul concert al turului îl susține la Taguig, Filipine, la 13 noiembrie, iar ultimul la Adelaide, Australia, la 7 decembrie. Către 2018, Grey se concentrează pe mix-uri de house și techno.
Vocea lui Grey a fost înregistrată în cadrul albumului Aleph at Hallucinatory Mountain, lansat de formația Current 93. În 2015, și formația Infected Mushroom lansează un EP cu vocea artistei, Fields of Grey. Sasha apare în videoclipul cântecului Space Bound, interpretat de Eminem, în rolul iubitei protagonistului.

### Cărți scrise

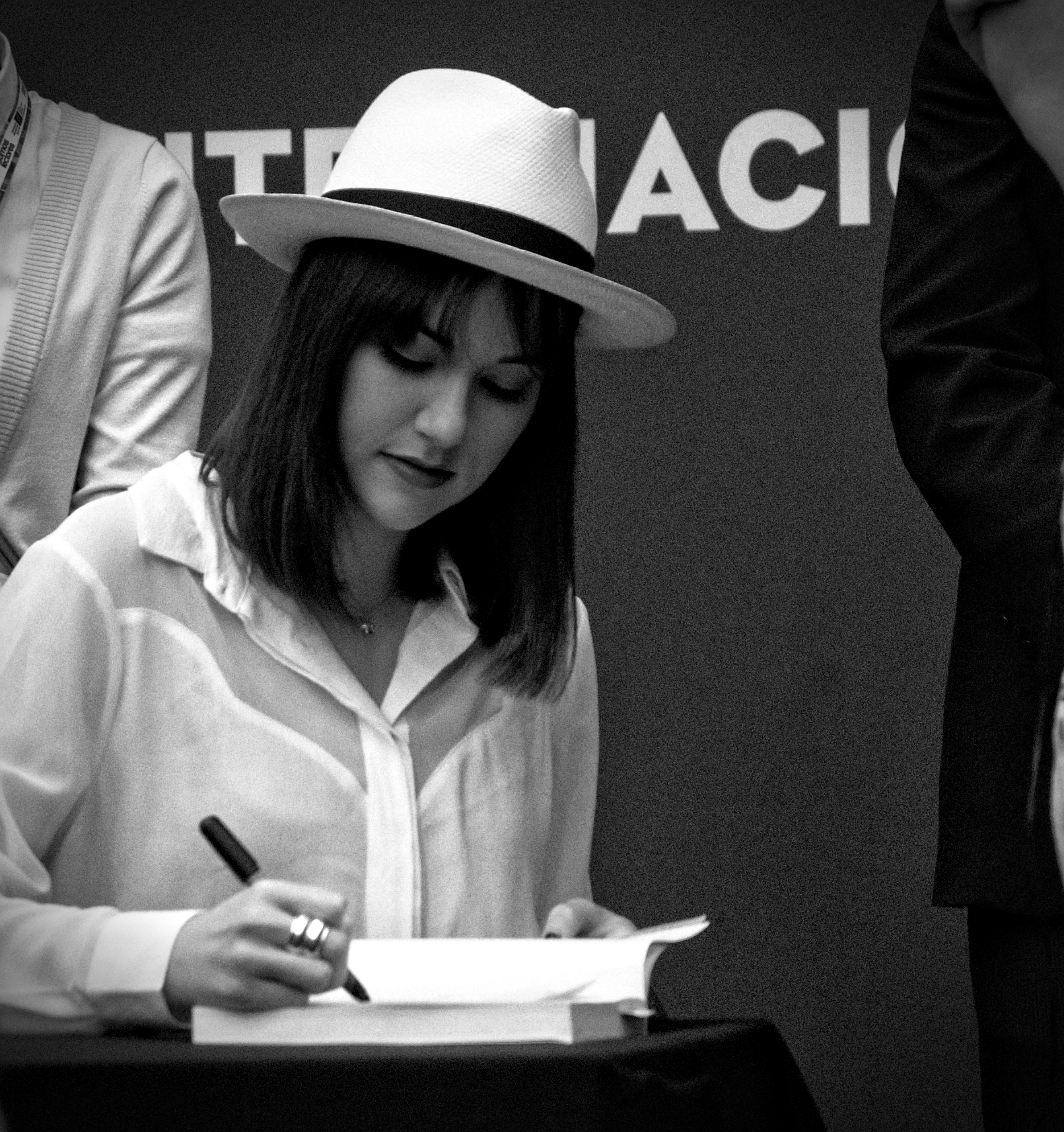
Sasha Grey semnează un autograf pe o copie a The Juliette Society

Pe data de 29 martie 2011, Sasha Grey a lansat compendiul fotografic Neu Sex (în română Sex într-o manieră nouă). Cartea constă din secvențe ale sesiunilor foto ale actriței și din fotografii personale, publicate în premieră absolută. A fost publicată de editura VICE Books.
„ Sunt atât de multe fotografii de-ale mele asupra cărora n-am control estetic. Documentarea de sine stătătoare îmi permite să-mi exprim gândurile din secunda fotografierii. Când lucrezi în industria de divertisment, fiecare zi aduce surprize, nu există două zile care să semene una cu alta. Cred că este important să realizezi asta și să apreciezi în fiecare zi. ”— Descrierea publicației Neu Sex

Pe 9 mai 2013, Sasha Grey a lansat primul său roman, The Juliette Society. Fiind ades comparat cu best-seller-ul Cincizeci de umbre ale lui Grey, subiectul romanului era cunoscut cu un an înainte: „o dramatizare a filmului Fight Club într-o societate puternic sexualizată, cu o protagonistă asertorică”. Personajul principal, Catherine, studentă la cinematografie, ajunge într-o societate secretă în care oamenii bogați își explorează fanteziile sexuale. Sasha mărturisește că acest personaj poate fi perceput ca un alter-ego al ei: „The Juliette Society e despre o fată care nu a avut posibilitatea de a-și exprima fanteziile sexuale așa cum am avut-o eu” (într-un interviu, Grey declara că a intrat în industria porno din dorința de a explora lucrurile în siguranță). Prima reacție a venit din partea lui Zoe Apostolides de la Erotic Review; aceasta apreciază că firul narativ „construiește un suspans reușit”, dar se arată nemulțumită de intriga secundară, pe care o găsește „subdezvoltată”. Nick Duerden de la The Independent crede că „în roman, ca în orice film porno, firul narativ este eclipsat de scene exagerate de sex care niciodată nu mai par reale”. La scurt timp de la lansare, studiourile 20th Century Fox au achiziționat drepturile de producere a filmului pe baza acestui roman. Sasha a continuat romanul completându-l prin încă două volume, cel de-al treilea (ultimul) fiind lansat în martie 2018.

## Influență
Unul din cântecele de pe albumul World In Decline (casa de discuri Prosthetic Records), scos de formația muzicală Antagonist pe 17 august 2010, se numește „Sasha Grey”. Cântece cu aceeași denumire au lansat formația de muzică metal Manic Depressive, formația de muzică punk Manflu, formația Frantic Clam și formația de grunge Tango Cocain.

## Premii și nominalizări
| An   | Premiu         | Nominalizare                                                                    | Film                               | Rezultat     |
| ---- | -------------- | ------------------------------------------------------------------------------- | ---------------------------------- | ------------ |
| 2006 | XRCO Award     | Noua starletă (New Starlet)                                                     |                                    | Câștigat     |
| 2006 | XRCO Award     | Super-târfa (Superslut)                                                         |                                    | Nominalizare |
| 2006 | XRCO Award     | Visul de cremă (Cream Dream)                                                    |                                    | Nominalizare |
| 2007 | AVN Awards     | Cea mai bună scenă de sex cu trei actori (Best Three-Way Sex Scene)             | Fuck Slaves                        | Câștigat     |
| 2007 | AVN Awards     | Cea mai bună scenă de sex în grup — video (Best Group Sex Scene — Video)        | Fashionistas Safado: The Challenge | Câștigat     |
| 2007 | AVN Awards     | Cea mai bună scenă de sex oral — video (Best Oral Sex Scene — Video)            | Oral Supremacy                     | Nominalizare |
| 2007 | AVN Awards     | Cea mai bună starletă nouă (Best New Starlet)                                   |                                    | Nominalizare |
| 2007 | XRCO Award     | Interpreta anului (Female Performer of the Year)                                |                                    | Câștigat     |
| 2007 | XRCO Award     | Super-târfa (Superslut)                                                         |                                    | Nominalizare |
| 2007 | XRCO Award     | Visul de cremă (Cream Dream)                                                    |                                    | Nominalizare |
| 2007 | XRCO Award     | Orgasmic Oralist                                                                |                                    | Nominalizare |
| 2008 | AVN Awards     | Cea mai bună scenă de sex cu lesbiene — video (Best All-Girl Sex Scene — Video) | Boundaries                         | Nominalizare |
| 2008 | AVN Award      | Cea mai bună scenă de sex în grup — video (Best Group Sex Scene — Video)        | Swallow My Squirt 4                | Nominalizare |
| 2008 | AVN Award      | Cea mai bună scenă de sex oral — video (Best Oral Sex Scene — Video)            | Blow Me Sandwich 11                | Nominalizare |
| 2008 | AVN Award      | Cea mai bună scenă de sex cu trei actori (Best Three-way Sex Scene)             | Razordolls                         | Nominalizare |
| 2008 | AVN Award      | Cea mai bună scenă de sex oral — video (Best Oral Sex Scene — Video)            | Feeding Frenzy 9                   | Nominalizare |
| 2008 | AVN Award      | Cea mai bună scenă de sex oral — video (Best Oral Sex Scene — Video)            | Babysitters                        | Câștigat     |
| 2008 | AVN Award      | Interpreta anului (Female Performer of the Year)                                |                                    | Câștigat     |
| 2008 | XRCO Award     | Orgasmic Oralist                                                                |                                    | Nominalizare |
| 2008 | XRCO Award     | Interpreta anului (Female Performer of the Year)                                |                                    | Nominalizare |
| 2008 | XRCO Award     | Mainstream Adult Media Favorite                                                 |                                    | Câștigat     |
| 2009 | XRCO Award     | Orgasmic Oralist                                                                |                                    | Nominalizare |
| 2009 | XRCO Award     | Interpreta anului (Female Performer of the Year)                                |                                    | Nominalizare |
| 2009 | XRCO Award     | Mainstream Adult Favorite                                                       |                                    | Câștigat     |
| 2009 | AVN Award      | Jenna Jameson Crossover Star of the Year                                        |                                    | Nominalizare |
| 2009 | AVN Award      | Interpreta anului (Female Performer of the Year)                                |                                    | Nominalizare |
| 2009 | AVN Award      | Cea mai bună scenă de sex cu trei actori (Best Threeway Sex Scene)              | Pirates II: Stagnetti’s Revenge    | Nominalizare |
| 2009 | AVN Award      | Cea mai bună scenă de sex cu lesbiene (Best All-Girl Couples Sex Scene)         | Fem: Vivace                        | Nominalizare |
| 2009 | AVN Award      | Cea mai bună scenă de sex oral (Best Oral Sex Scene)                            | Filth Cums First 3                 | Nominalizare |
| 2009 | AVN Award      | Cea mai bună scenă de sex în grup cu lesbiene (Best All-Girl Group Sex Scene)   | Flower’s Squirt Shower 5           | Nominalizare |
| 2009 | AVN Award      | Cea mai bună actriță (Best Actress)                                             | The Last Rose                      | Nominalizare |
| 2009 | AVN Award      | Cea mai bună scenă de sex POV                                                   | P.O.V. Centerfolds 7               | Nominalizare |
| 2010 | AVN Award      | Cea mai bună scenă de sex anal (Best Anal Sex Scene)                            | Anal Cavity Search 6               | Câștigat     |
| 2010 | AVN Award      | Cea mai bună scenă de sex oral (Best Oral Sex Scene)                            | Throat: A Cautionary Tale          | Câștigat     |
| 2010 | AVN Award      | The Jenna Jameson Crossover Star of the Year                                    |                                    | Câștigat     |
| 2010 | XBIZ Award     | Crossover Star of the Year                                                      |                                    | Câștigat     |
| 2010 | F.A.M.E. Award | Favorite Oral Starlet                                                           |                                    | Câștigat     |

## Filmografie
| Ca actriță    | Ca actriță                                               | Ca actriță                                     | Ca actriță | Ca actriță | Ca actriță | Ca actriță | Ca actriță | Ca actriță | Ca actriță | Ca actriță | Ca actriță | Ca actriță | Ca actriță |
| An            | Denumire                                                 | Rol                                            |            |            |            |            |            |            |            |            |            |            |            |
| ------------- | -------------------------------------------------------- | ---------------------------------------------- | ---------- | ---------- | ---------- | ---------- | ---------- | ---------- | ---------- | ---------- | ---------- | ---------- | ---------- |
| 2007          | Homo Erectus                                             | Cavegirl (nu este amintită la final)           |            |            |            |            |            |            |            |            |            |            |            |
| 2009          | The Girlfriend Experience (Confesiunea unei prostituate) | Chelsea                                        |            |            |            |            |            |            |            |            |            |            |            |
| 2009          | PG Porn                                                  | Tricia Scrotey (episodul Roadside Ass-istance) |            |            |            |            |            |            |            |            |            |            |            |
| 2009          | Smash Cut                                                | April Carson                                   |            |            |            |            |            |            |            |            |            |            |            |
| 2009          | 9to5: Days in Porn                                       | se joacă pe sine                               |            |            |            |            |            |            |            |            |            |            |            |
| 2010          | Quit                                                     | Mini Mart Clerk #2                             |            |            |            |            |            |            |            |            |            |            |            |
| 2011          | I Melt with You                                          | Raven                                          |            |            |            |            |            |            |            |            |            |            |            |
| 2011          | The New Erotic: Art Sex Revolution                       | se joacă pe sine                               |            |            |            |            |            |            |            |            |            |            |            |
| 2011          | Pocong Mandi Goyang Pinggul                              |                                                |            |            |            |            |            |            |            |            |            |            |            |
| 2011          | Life                                                     | Sarah                                          |            |            |            |            |            |            |            |            |            |            |            |
| 2011          | Skinny Dip                                               | Holly Haven                                    |            |            |            |            |            |            |            |            |            |            |            |
| 2012          | The Girl from the Naked Eye                              | Lena                                           |            |            |            |            |            |            |            |            |            |            |            |
| 2012          | Would You Rather                                         | Amy                                            |            |            |            |            |            |            |            |            |            |            |            |
| 2013          | Inferno: A Linda Lovelace Story                          | Paula                                          |            |            |            |            |            |            |            |            |            |            |            |
| 2013          | Open Windows                                             | Jill Goddard                                   |            |            |            |            |            |            |            |            |            |            |            |
| Ca producător |                                                          |                                                |            |            |            |            |            |            |            |            |            |            |            |
| 2009          | Modus Operandi                                           |                                                |            |            |            |            |            |            |            |            |            |            |            |

| An   | Denumire  | Rol              | Note       |
| ---- | --------- | ---------------- | ---------- |
| 2011 | Entourage | se joacă pe sine | 6 episoade |

| An   | Denumire              | Rol                   |
| ---- | --------------------- | --------------------- |
| 2011 | Saints Row: The Third | Viola DeWynter (voce) |

| An   | Denumire                                        |
| ---- | ----------------------------------------------- |
| 2006 | Fashionistas: Safado                            |
| 2006 | Twisted Vision 4                                |
| 2006 | Tight Teen Twats 2                              |
| 2006 | Teenstravaganza!                                |
| 2006 | Teenage Peach Fuzz 3                            |
| 2006 | Teenage Heartbreakers                           |
| 2006 | Share My Cock! 4                                |
| 2006 | Shane vs. Boz                                   |
| 2006 | Rich Little Bitch                               |
| 2006 | Razördolls                                      |
| 2006 | Pop Goes the Weasel                             |
| 2006 | Oral Supremacy                                  |
| 2006 | My First Porn 7                                 |
| 2006 | 50 to 15                                        |
| 2006 | Hellfire Sex.com                                |
| 2006 | Jack’s My First Porn 7                          |
| 2006 | Frat House Fuckfest 4                           |
| 2006 | Ron Harris.com-2                                |
| 2006 | In Thru the Back Door                           |
| 2006 | Drinking Her Own Piss                           |
| 2006 | I’m a Big Girl Now 6                            |
| 2006 | Tight Teen Twat 2                               |
| 2006 | Earl’s Naughty girls                            |
| 2006 | Illegal Ass 2                                   |
| 2006 | I Dig ‘Em in Pigtails 3                         |
| 2006 | House of Ass 3                                  |
| 2006 | Gang Bang My Face                               |
| 2006 | Fuck for Dollars 3                              |
| 2006 | Freaky First Timers 2                           |
| 2006 | Fashionistas Safado: The Challenge              |
| 2006 | Face Fucking, Inc.                              |
| 2006 | Daddy’s Little Princess 2                       |
| 2006 | Bring’um Young 23                               |
| 2006 | Control 4                                       |
| 2006 | Black Cock Addiction 2                          |
| 2006 | Feeding Frenzy 9 Jules Jordan Video             |
| 2006 | Belladonna: Fetish Fanatic 4                    |
| 2006 | Barely Legal 62                                 |
| 2006 | A2m 10                                          |
| 2006 | Ddgirls.com Digital Desire2                     |
| 2006 | 50 to 14                                        |
| 2006 | 2 Big 2 Be True 4                               |
| 2006 | 12 Nasty Girls Masturbating 8                   |
| 2006 | Assault That Ass 9                              |
| 2006 | Cum Fart Cocktails 5                            |
| 2006 | The Girl Next Door 2                            |
| 2006 | Sex Slaves 2                                    |
| 2006 | I Like Black Boys 1                             |
| 2006 | Sexual Freak 3 Shay Jordan                      |
| 2006 | Daddy’s Worst Nightmare 4                       |
| 2006 | Fuck Slaves                                     |
| 2006 | Swallow My Squirt 4                             |
| 2006 | Teenage Anal Princess 5                         |
| 2006 | Filth and Fury 1                                |
| 2006 | Smokin Hot                                      |
| 2006 | Sasha Grey Superslut                            |
| 2006 | Ron Harris.com                                  |
| 2006 | Stunners.com                                    |
| 2006 | Earls Miller.com                                |
| 2006 | Gang Bang 5                                     |
| 2006 | Slut Puppies 2                                  |
| 2006 | Suck It Dry 3                                   |
| 2006 | Sexual Freak 3                                  |
| 2006 | 2 is better ten 1                               |
| 2007 | White Chicks Gettin' Black Balled 22            |
| 2007 | Whack Jobs 2                                    |
| 2007 | Wet Food                                        |
| 2007 | Total Interactive Control of Sasha Grey         |
| 2007 | The Skin Trade                                  |
| 2007 | The Neighbors                                   |
| 2007 | The Doll House 3                                |
| 2007 | Teenage Whores 2                                |
| 2007 | Swallow My Children                             |
| 2007 | Strap Attack 6                                  |
| 2007 | Stimula                                         |
| 2007 | Squirt Gangbang                                 |
| 2007 | Squirt Facials                                  |
| 2007 | Spunk’d 7                                       |
| 2007 | Slam It! In a Slut                              |
| 2007 | Shay Jordan: Video Nasty                        |
| 2007 | Sex Toy Teens                                   |
| 2007 | Screen Dreams 2                                 |
| 2007 | Pussy Cats 2                                    |
| 2007 | POV Cock Suckers 5                              |
| 2007 | Performers of the Year                          |
| 2007 | Odd Jobs 2                                      |
| 2007 | Neighbor Affair 6                               |
| 2007 | Naughty Flipside                                |
| 2007 | Naughty Book Worms 7                            |
| 2007 | Naughty America 4 Her 3                         |
| 2007 | My First Porn 8                                 |
| 2007 | My Dirty Angels 8                               |
| 2007 | Meet the Fuckers 7                              |
| 2007 | Keep 'Em Cummin'                                |
| 2007 | In Your Face 4                                  |
| 2007 | Innocence: Brat                                 |
| 2007 | House of Ass 7                                  |
| 2007 | Head Case 2                                     |
| 2007 | Grand Theft Anal 11                             |
| 2007 | First Time Ball Busters                         |
| 2007 | Filth Cums First 3                              |
| 2007 | Feeding Frenzy 9                                |
| 2007 | Erotic Seductions                               |
| 2007 | Control 7                                       |
| 2007 | Bullets & Burlesque                             |
| 2007 | Blow Me Sandwich 11                             |
| 2007 | Bitchcraft 2                                    |
| 2007 | Best of Hush Hush: Sasha Grey & Barbie Cummings |
| 2007 | Barefoot Confidential 50                        |
| 2007 | Barefoot Confidential 49                        |
| 2007 | Asstravaganza 3                                 |
| 2007 | Anal Acrobats                                   |
| 2007 | All Alone 2                                     |
| 2007 | 2 Young to Fall in Love 4                       |
| 2007 | Broken                                          |
| 2007 | Flower’s Squirt Shower 5                        |
| 2007 | Babysitters                                     |
| 2007 | Throated 12                                     |
| 2007 | Casey Parker Is Boy Crazy                       |
| 2007 | Twisted Passions 2                              |
| 2008 | Women Seeking Women 46                          |
| 2008 | We Suck! POV Tag-Team Suck-Off                  |
| 2008 | Totally Fucked 2                                |
| 2008 | Top Ten                                         |
| 2008 | Teenage Whores 3                                |
| 2008 | Teenage Wasteland                               |
| 2008 | Swallow This 12                                 |
| 2008 | Strip Tease Then Fuck 10                        |
| 2008 | Stoya: Sexy Hot                                 |
| 2008 | Spunk’d 8                                       |
| 2008 | Slam It! In a Young Whore                       |
| 2008 | Shot Glasses                                    |
| 2008 | Shades of Romona                                |
| 2008 | Pure                                            |
| 2008 | P.O.V. Centerfolds 7                            |
| 2008 | Porn Week: Los Angeles Vacation                 |
| 2008 | Pop Goes the Weasel 2                           |
| 2008 | Playgirl: Sex Inferno                           |
| 2008 | Nurses                                          |
| 2008 | My Evil Sluts 3                                 |
| 2008 | Massive Facials                                 |
| 2008 | Lord of Asses 13                                |
| 2008 | Kiss Attack                                     |
| 2008 | King Cobra                                      |
| 2008 | Jack’s Teen America: Mission 22                 |
| 2008 | House of Jordan 2                               |
| 2008 | Hairy Movie                                     |
| 2008 | Girlvana 4                                      |
| 2008 | Girl Train                                      |
| 2008 | Fuck Slaves 3                                   |
| 2008 | Flying Solo                                     |
| 2008 | Fishnets 8                                      |
| 2008 | Finger Licking Good: Volume 5                   |
| 2008 | Evil Pink 4                                     |
| 2008 | Cum Buckets! 8                                  |
| 2008 | Circa '82                                       |
| 2008 | Bree & Sasha                                    |
| 2008 | Black Power 3                                   |
| 2008 | Bitchcraft 4                                    |
| 2008 | Apprentass 10                                   |
| 2008 | Anal Cavity Search 6                            |
| 2008 | Anal Acrobats 3                                 |
| 2008 | No Swallowing Allowed 13                        |
| 2008 | Once Upon a Crime                               |
| 2008 | House of Sex & Domination                       |
| 2008 | Sasha Grey’s Anatomy                            |
| 2008 | Soloerotica 10                                  |
| 2008 | Addicted 4                                      |
| 2008 | The Last Rose                                   |
| 2008 | Not Bewitched XXX                               |
| 2008 | Pirates II: Stagnetti’s Revenge                 |
| 2008 | One Wild & Crazy Night                          |
| 2008 | Fantasy All-Stars 9                             |
| 2009 | We Were of Innocence                            |
| 2009 | Tribade Sorority                                |
| 2009 | Top Ten 2                                       |
| 2009 | Throat: A Cautionary Tale                       |
| 2009 | The Seduction                                   |
| 2009 | The King of Coochie 4                           |
| 2009 | The F!ve                                        |
| 2009 | The Birthday Party                              |
| 2009 | Sun Goddess: Malibu                             |
| 2009 | Rough Sex                                       |
| 2009 | Real Wife Stories 6                             |
| 2009 | Out Numbered 5                                  |
| 2009 | Masturbation Nation 3                           |
| 2009 | Masturbation Nation                             |
| 2009 | I Wanna Bang Your Sister                        |
| 2009 | Fox Holes                                       |
| 2009 | Fly Girls                                       |
| 2009 | Face Invaders 4                                 |
| 2009 | Enter the Peepshow                              |
| 2009 | Don’t Make Me Beg                               |
| 2009 | Buttman’s Stretch Class 2                       |
| 2009 | Ass Eaters Unanimous 19                         |
| 2009 | Live in My Secrets                              |
| 2009 | Girls Girls Girls 2                             |
| 2009 | DreamGirlz 2                                    |
| 2009 | Tribade Sorority 2: Campus Life                 |
| 2009 | Sporty Girls 2                                  |
| 2009 | Secretary’s Day 3                               |
| 2009 | Nylons 5                                        |
| 2009 | This Ain’t Star Trek XXX                        |
| 2009 | When Ginger Met Nina: Girls' Night Out          |
| 2009 | Seinfeld: A XXX Parody                          |
| 2009 | Boundaries 6                                    |
| 2009 | Private Gold 107: Cheating Hollywood Wives      |
| 2010 | P.O.V. 26                                       |
| 2010 | North Pole #77                                  |
| 2010 | Love and Other Mishaps                          |
| 2010 | Lost                                            |
| 2010 | Fuck: Sasha Grey                                |
| 2010 | Deep Throat This 44                             |
| 2010 | Butt Sex Bonanza                                |
| 2010 | Malice in Lalaland                              |